# Serina protease

### Descrição
As serino-proteases são enzimas que clivam proteínas, também chamadas de enzimas proteolíticas. São assim chamadas, pois estruturalmente possuem um resíduo de serina central em sua composição. As diferentes enzimas dessa família possuem especificidade distinta ao substrato. Por exemplo, as serino-proteases quimotripsina e tripsina. Enquanto a quimotripsina hidrolisa ligações adjacentes a aminoácidos hidrofóbicos, como triptofano e fenilalanina, a tripsina hidrolisa ligações próximas a aminoácidos básicos, como lisina e arginina. Os substratos ligam-se a serino-proteases através da inserção do aminoácido adjacente ao sítio de clivagem em uma cavidade no sítio ativo da enzima. Outros exemplos de serino-proteases são: quimotripsina, tripsina, elastase e trombina.

### Atividade antimicrobiana
Devido à sua atividade catalítica, algumas serino proteases possuem propriedades antimicrobianas potentes. Vários estudos in vitro têm demonstrado a eficácia de algumas proteases na redução da virulência por clivagem de proteínas de superfície viral. A entrada viral nas células hospedeiras é mediada pela interação dessas proteínas de superfície com a célula hospedeira. Quando essas proteínas são fragmentadas ou inativadas na superfície viral, a entrada viral é prejudicada, levando a uma redução na infectividade de um amplo espectro de microrganismos patologicamente relevantes, como Influenza, hRSV e outros.
Na tabela, para as superfamílias, P = superfamília contendo uma mistura de famílias de classes de nucleófilos, S = puramente serina proteases. Dentro de cada superfamília, as famílias são designadas pelo seu nucleófilo catalítico (S = serina-proteases).
| Superfamilia  | Familia                                                          | Exemplos                                                                                                |
| ------------- | ---------------------------------------------------------------- | --- |
| PA            | S1, S3, S6, S7, S29, S30, S31, S32, S39, S46, S55, S64, S65, S75 | quimotripsina A (Bos taurus)                                                                            |
| PB            | S45, S63                                                         | precursor da penicilina G acilase (Escherichia coli)                                                    |
| PC            | S51                                                              | dipeptidase E (Escherichia coli)                                                                        |
| PE            | P1                                                               | DmpA aminopeptidase (Ochrobactrum anthropi)                                                             |
| SB            | S8, S53                                                          | subtilisina (Bacillus licheniformis)                                                                    |
| SC            | S9, S10, S15, S28, S33, S37                                      | prolyl oligopeptidase (Sus scrofa)                                                                      |
| SE            | S11, S12, S13                                                    | D-Ala-D-Ala peptidase C (Escherichia coli)                                                              |
| SF            | S24, S26                                                         | sinal peptidase I (Escherichia coli)                                                                    |
| SH            | S21, S73, S77, S78, S80                                          | assemblina de citomegalovirus (herpesvirus humano 5)                                                    |
| SJ            | S16, S50, S69                                                    | Lon-A peptidase (Escherichia coli)                                                                      |
| SK            | S14, S41, S49                                                    | peptidase Clp (Escherichia coli)                                                                        |
| SO            | S74                                                              | endosialidase do fago K1F de Escherichia coli proteína autoclivante CIMCD (fago K1F de enterobacterias) |
| SP            | S59                                                              | nucleoporina 145 (Homo sapiens)                                                                         |
| SR            | S60                                                              | lactoferrina (Homo sapiens)                                                                             |
| SS            | S66                                                              | mureína tetrapeptidase LD-carboxipeptidase (Pseudomonas aeruginosa)                                     |
| ST            | S54                                                              | romboide-1 (Drosophila melanogaster)                                                                    |
| não assinadas | S48, S62, S68, S71, S72, S79, S81                                | |